# BB Airways
BB Airways — невелика авіакомпанія Непалу зі штаб-квартирою в столиці країни Катманду, що працює тільки на міжнародних регулярних маршрутах.
Компанія була заснована у вересні 2012 року, ставши другою приватною авіакомпанією Непалу після Buddha Air. Свій перший рейс із Катманду в Куала-Лумпур BB Airways виконала 13 жовтня 2012 року.
Портом приписки перевізника є міжнародний аеропорт Трібхуван в Катманду.

## Історія
BB Airways отримала сертифікат експлуатанта 12 квітня 2012 року, що дозволяє здійснювати польоти за сімома міжнародними напрямками з Непалу: Куала-Лумпур, Бангкок, Гонконг, Сінгапур, Доха, Делі та Токіо. Авіакомпанія розпочала регулярні рейси з жовтня 2012 року, але через кілька місяців знову була змушена припинити діяльність, оскільки закінчився лізинговий контракт.
У квітні 2013 року авіакомпанія спробувала відновити свої регулярні рейси, взявши в лізинг два літаки Airbus A320. 30 березня 2014 року, ще не маючи жодного діючого літака, BB Airways підписала Меморандум про взаєморозуміння з MEGA Maldives Airlines, в якому два перевізники домовилися "співпрацювати над розвитком рейсів та спільним використанням ресурсів".
У 2017 році BB Airways придбала у Nepal Airlines літак Boeing 757 тридцятирічної давності, за допомогою якого планувала відновити польоти за маршрутом Катманду-Нью-Делі. Однак Управління цивільної авіації Непалу утрималося від видачі сертифіката експлуатанта, аргументуючи це тим, що для отримання дозволу на відновлення польотів знадобиться щонайменше півтора року.
У липні 2019 року авіакомпанія продала свій єдиний літак Boeing 757.

## Маршрутна мережа
Станом на початок 2014 року маршрутна мережа регулярних перевезень авіакомпанії BB Airways охоплювала наступні пункти призначення:
- Непал
  - Катманду — міжнародний аеропорт Трібхуван

- Гонконг
  - Гонконг — міжнародний аеропорт Чхеклапкок

- Малайзія
  - Куала-Лумпур — міжнародний аеропорт Куала-Лумпур

## Флот
На січень 2013 року повітряний флот авіакомпанії BB Airways становив один літак:
| Тип літака     | В експлуатації | Замовлено | Примітки                                     |
| Boeing 757-200 | 1              | 0         | у лізингу від авіакомпанії Airlines TonleSap |

## Ліцензії
BB Airways працює під сертифікатом експлуатанта, виданому 12 квітня 2012 року. Авіакомпанія має ліцензію на виконання регулярних пасажирських перевезень по семи напрямах: у Куала-Лумпур (чотири рейси на тиждень), Бангкок (три рейси на тиждень), Гонконг (три рейси на тиждень), Сінгапур (три рейси на тиждень), Доху (п'ять рейсів на тиждень), Делі (щодня) і Токіо (двічі на тиждень).